# Рись (лісовий заказник)
Рись — лісовий заказник місцевого значення. Об'єкт розташований на території Любешівського району Волинської області, ДП «Любешівське ЛМГ», Залізницьке лісництво, квартал 26, виділ 34, квартал 30, виділ 10, квартал 31, виділ 21, квартал 36, виділи 10, 16, квартал 39, виділ 20, квартал 40, виділи 1, 3, 4, 6, 11, квартал 45, виділи 14, 19.
Площа — 65,7 га, статус отриманий у 2003 році.
Охороняються заболочені вільхово-березові та сонові лісові насадження, де ростуть рідкісні рослини, занесені до Червоної книги України: плаун колючий (Lycopodium annotinum), щитолисник звичайний (Hydrocotyle vulgaris). У заказнику  та трапляються види тварин, занесені до Червоної книги України та міжнародних червоних списків - журавель сірий (Grus grus), лелека чорний (Ciconia nigra), глушець (Tetrao urogallus), рись звичайна (Lynx lynx).